# 雨果 (奧克拉荷馬州)
雨果（Hugo）位於美國奧克拉荷馬州喬克托縣，是該縣的縣治，人口5,166人。其名稱來自於著名法國作家維克多·雨果。